# クレモナの象

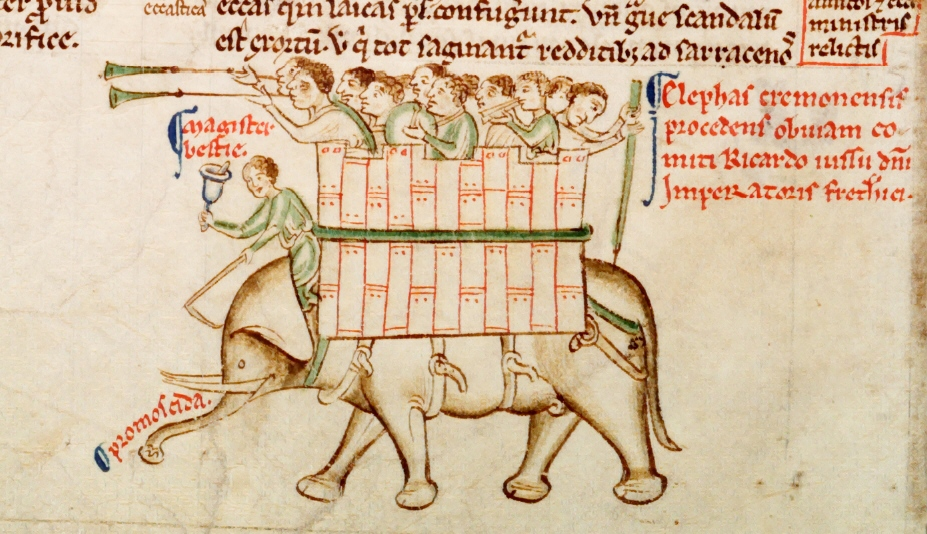
Chronica maiora Part IIに描かれたクレモナの象

クレモナの象（Cremona elephant）は、1229年にエジプトの統治者で後にアイユーブ朝第5代スルタンとなったアル＝カーミルから、神聖ローマ帝国の皇帝 フリードリヒ2世に贈呈されたアジアゾウである。フリードリヒ2世は、この象を凱旋パレードに利用した。

## 経緯
この象については、1229年にクレモナに到着したことはわかっているが、性別や年齢、名前などは不明である。
クレモナの象は、イングランドのベネディクト会修道士で歴史家のマシュー・パリスが、著書『Chronica Majora』（en:Chronica Majora）で、1241年にフリードリヒ2世の義弟リチャード・オブ・コーンウォールがクレモナを訪問したという記事の中で言及している。なお、1237年のクレモナの年代記でも、象についての記載がある。
クレモナの象は、カール大帝が所有していたアブル＝アッバース以後でヨーロッパの歴史に残る最初の象である。13世紀においては、他にフランス王ルイ9世が1255年頃1頭のアフリカゾウを所有していた記録が残っている。